# Pjegava hijena
Pjegava hijena (Crocuta crocuta) najveći je i napoznatiji član porodice Hyaenidae. Grabežljivica je srednje veličine koja živi u Africi.

## Karakteristike
Pjegave hijene posebne su po izgledu, kao i po ponašanju. Tako je primjerice u prirodi teško vidjeti razliku između mužjaka i ženke. Kod ovih životinja ženke su veće od mužjaka i dominiraju u skupini. Mužjaci teže 56-63 kg, a visoki su 79-86 cm, dok ženke teže 67-75 kg, a visoke su 84-89 cm. Na prvi pogled izgledaju vrlo neugledno, ne predstavljajući veliku prijetnju lavovima i drugim velikim mačkama. Imaju veliku glavu sa zaobljenim ušima. Naoružane su vrlo oštrim zubima i pandžama. Krzno im je kod rođenja crno, dok s godinama postane sivo i pjegavo. Nije poznato zašto su ženke evoulirale u dominantan spol, ali smatra se da je svrha toga obrana mladunaca. Naime, hijene su kanibali i mužjaci jedu mlade kad imaju priliku. U tome ih sprječava samo strah od ženki.

## Način života
Pjegave hijene su organizirane u teritorijalne skupine, odnosno klanove od 5 do 80 srodnih jedinki koje brane svoj teritorij od drugih životinja.  Centar zbivanja zajednička je jazbina u kojoj se odgajaju mladi. To sklonište najčešće se nalazi pod zemljom na nekom uzvišenom mjestu. Hijene označavaju svoj teritorij izmetom te smrdljivom izlučevinom koju proizvode analne žlijezde.
One su također društvene životinje koje komuniciraju raznim zvukovima i gestama. Znanstvenici su utvrdili da svako glasanje ima svoje značenje, pa je tako hijenino "smijanje" zapravo poziv u pomoć jedinke koja je napadnuta. Također, uplašena hijena podvija rep i stavlja ga na trbuh te tako pokazuje poštovanje snažnijem protivniku.

## Prehrana
Hijene su vrsni lovci i strvinari, a jedu gotovo sve. Kad love, biraju slabiji plijen, primjerice neku ranjenu životinju. Zanimljivo je da hijene jedu sve osim dlaka i rogova. Hijene su životinje s najjačom čeljusti s obzirom na veličinu tijela. Zahvaljujući izvanrednom probavnom sustavu dobivaju hranjive sastojke i iz dijelova tijela poput kostiju, koje druge životinje ostavljaju. Love noću. Iako jedu puno suhog mesa i kostiju, potrebno im je vrlo malo vode za preživljavanje.

## Razmnožavanje
Godišnje ženka okoti od 1 do 4 mladunca. Oni kod rođenja teže od 1-1.6 kg. Za razliku od ostalih, pjegave hijene kote mladunce s otvorenim slijepim očima. S oko 5 mjeseci mladunci počinju jesti meso, no ne mogu loviti do 18 mjeseci života. Dok odrasli love, mladunci ostaju u skrovištu pod budnim okom ženke. Od prvih minuta života počinje borba za opstanak. Međusobno se bore pripadnici istog spola. U tim borbama prednost ima prvorođeni mladunac. Pobjednik ima pravo prvi dojiti i on brani ostalima da piju mlijeko sve dok ne uginu. Na ovaj način u prvim mjesecima života umire 25% hijena. 

## Borbe za lovinu
Kada je u pitanju borba za lovinu, hijene su veoma agresivne. Lav je njen najčešći suparnik. Međusobno si kradu lovinu. Hijene često ukradu strvinu mladim i neiskusnim lavovima, no protiv odraslih nemaju prevelike šanse.
Hijene često pokušavaju oteti lovinu divljim psima, no oni se obično uspijevaju obraniti jer imaju razvijeniji sustav napadanja u čoporu. Više pasa se okomljuje na jednu hijenu pa ih ubijaju, jednu po jednu.
Isto tako, znaju oteti lovinu gepardu i leopardu koji ne žive u čoporima pa im je lako oduzeti plijen.